# Maurits Lodewijk van Nassau-LaLecq (1670-1740)

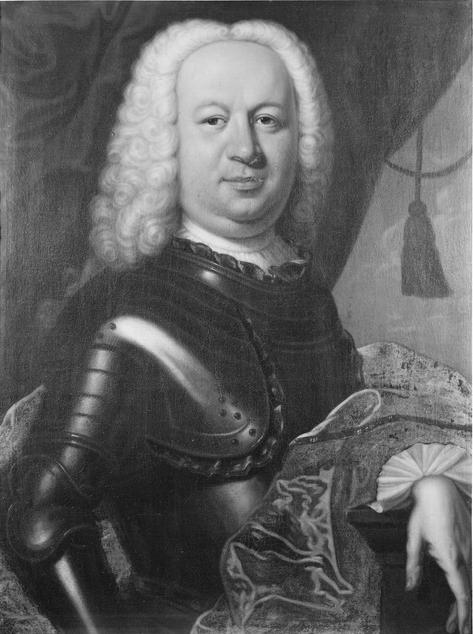

Maurits Lodewijk graaf van Nassau-LaLecq, heer van de Lek en Beverweerd en van 1708 tot 1723 heer van Ouwerkerk (gedoopt 's-Gravenhage, 2 december 1670 - Menen, 26 december 1740) was een zoon van Maurits Lodewijk van Nassau-LaLecq, heer van de Lek (LaLecq) en Beverweerd, en Anna Isabella van Beieren-Schagen.

## Levensloop
Maurits Lodewijk werd in 1698 kolonel der Cavalerie, in 1704 majoor-generaal, in 1707 luitenant-generaal, in 1717 commandant van Ieper en van 1724 tot 1740 gouverneur van Menen.

## Huwelijk en kinderen
Hij trouwde op 26 mei 1692 in het Huis te Zeist met Elisabeth Wilhelmina van Nassau-Odijk (1671-1729), dochter van Willem Adriaan van Nassau. In 1711/1717 kwamen regelingen tot scheiding tot stand. In 1722 werd de heerlijkheid van de Lek executoriaal verkocht. Ene Florentius Camper kocht hieruit de ambachtsheerlijkheid Ouderkerk aan den IJssel.
Uit het huwelijk van Maurits en Elisabeth zijn twaalf kinderen geboren, onder wie:
- Willem Hendrik van Nassau-LaLecq, heer van Ouderkerk (1693-1762)
- Anna Isabella (1695-1765); zij trouwde na 1724 met Mattheus Hoeufft Jr.
- Hendrik Carel van Nassau-LaLecq, heer van Beverweerd en Odijk (1696-1781)
- Lodewijk Theodoor van Nassau-LaLecq (1701-1748)
- Jan Nicolaas Floris van Nassau-LaLecq, heer van Ouderkerk (1709-1782)

Maurits had daarnaast nog een buitenechtelijke relatie met Helena van der Ploegh (? - 1731) waaruit drie kinderen zijn geboren.
Er zijn ook 5 kinderen bekend uit een relatie met een dame in/uit Menen, wiens naam hij beschermde.  Hij verklaart bij de doop telkens dat hij de vader is.  De kinderen hebben noch peter, noch meter en de vader heeft hen ten doop gepresenteerd.  De doopakten zijn terug te vinden bij Gereformeerde Kerk van Menen.
- Maurice Louis Delalek, gedoopt te Menen op 07/12/1724
- Louis Maurice Delalek, gedoopt te Menen op 09/12/1728
- Marie Anne Delalek, gedoopt te Menen op 25/02/1730
- Anne Charlotte Delalek, gedoopt te Menen op 27/12/1730
- Therese Charlotte Delalek, gedoopt te Menen op 23/07/1732.